# Sosylus infans
Sosylus infans is een keversoort uit de familie knotshoutkevers (Bothrideridae). De wetenschappelijke naam van de soort werd in 1894 gepubliceerd door David Sharp.